# Piotr Sztajdel
Piotr „Gadak” Sztajdel (ur. 9 lutego 1968 w Lublinie) – polski keyboardzista, pianista i kompozytor. Członek zespołów Czarno-Czarni i Budka Suflera, stały współpracownik zespołu Big Cyc.

## Życiorys
Absolwent szkoły muzycznej II stopnia im. Tadeusza Szeligowskiego w Lublinie w klasie fortepianu prof. Marty Szermińskiej-Mazur (dyplom w 1989). W latach 1990–1991 studiował w klasie fortepianu w Akademii Muzycznej im. Ignacego Paderewskiego w Poznaniu w katedrze prof. Jana Jańskiego, a następnie w latach 1991-1994 w Akademii Muzycznej im Fryderyka Chopina w Warszawie w katedrze prof. Reginy Smendzianki. W 1994 roku przerwał studia i poświęcił się muzyce rozrywkowej, rozpoczynając działalność estradowo-koncertową.
Debiutował jako klawiszowiec w lubelskiej formacji „Klaudiusz” w 1983. W 1985 z zespołem wygrał festiwal „Miejska scena amatora” w Lublinie, nagrodą była sesja nagraniowa w studio Polskiego Radia Lublin. Współpracował z Anną Marią Jopek, Markiem Raduli, Mieczysławem Jureckim, zespołami Doktor Granat i Bielizna. W 1996 rozpoczął działalność koncertową w głównym składzie zespołu Marka Raduli. Gościnnie współpracował z zespołami Teksasy, Formacja Nieżywych Schabuff, Wanda i Banda, Aletheia i Łukaszem Jemiołą. Jako aranżer, kompozytor i producent nagrań stale współpracuje ze Studiem Hendrix w Radio Lublin.
Od 1997 roku członek zespołu Czarno-Czarni. W następnym roku rozpoczął współpracę z zespołem Big Cyc. Kompozytor utworów w zespole Czarno-Czarni: Wesoły demon, Las wokół nas, Pierwszy wiersz, Francuska miłość, Płonący melonik.
W 1998 skomponował dwie piosenki (w tym tytułową) i nagrał w nich wszystkie partie instrumentalne do filmu Kochaj i rób co chcesz w reż. Roberta Glińskiego.
W 2007 w studiu nagraniowym w Lublinie dokonał rekonstrukcji nagrań z lat 80. zespołu Rokosz na płytę Oceany.
W latach 2010-2015 jako pianista, aranżer i kierownik zespołu towarzyszącego brał udział w organizacji konkursu wokalnego dla uczniów lubelskich szkół „Diamenty Lublina”.
W 2017 był współzałożycielem wokalno-instrumentalnej grupy Melomeni, wykonującą szeroki repertuar od pieśni patriotycznych, poprzez arie operowe i operetkowe, do wielkich przebojów ze znanych musicali i estrady.
W 2018 roku nagrał i zaaranżował płytę ormiańskiego pieśniarza Ashota Martirosyana Moja Armenia.
Ze wszystkimi formacjami, zagrał w sumie ok. 3000 koncertów, w tym m.in. Przystanku Woodstock, Festiwalu Muzyków Rockowych w Jarocinie, Krajowym Festiwalu Polskiej Piosenki w Opolu, Sopot Festivalu czy Festiwalu TOPtrendy. Poza Polską, wraz z zespołami występował w USA, Anglii, Szkocji, Irlandii, Niemczech, Austrii, Belgii, Holandii, Szwecji.
Od 2020 początkowo współpracował, potem został członkiem zespołu Budka Suflera.

### Działalność pozamuzyczna
W latach 1995-1996 prowadził audycje muzyczne w warszawskim RadioJazz.fm Mariusza Adamiaka, w klubie Akwarium.
Od 2003 roku pracuje w Ośrodku „Brama Grodzka – Teatr NN” w Lublinie, na stanowisku montażysty i edytora audio-wideo. Jest autorem wielu fotografii dokumentujących działalność artystyczno-edukacyjną Ośrodka. Wykonał tysiące godzin montaży audio i wideo dla Pracowni Historii Mówionej w Ośrodku.
W roku akademickim 2013-2014 prowadził zajęcia z historii literatury muzycznej i warsztaty z montażu audio relacji historii mówionych ze studentami humanistyki na kierunku Teksty Kultury i Animacja Sieci na KUL.
Współpracuje z akcją charytatywną prowadzoną przez Ewę Dados z Radio Lublin „Pomóż Dzieciom Przetrwać Zimę” (Współkompozycja, aranżacja, współwykonanie i nagranie piosenki „Nie bój się”).
Z zespołem Big Cyc od lat koncertowo wspiera Wielką Orkiestrę Świątecznej Pomocy.

## Dyskografia
- Czarno-Czarni (wszędzie: instrumenty klawiszowe, chórki)
  - Czarno Czarni (1998)
  - Niewidzialni (2000)
  - Jasna strona księżyca (2002) – kompozycje
  - Sułtani swingu (2004) – współaranżacje
  - The Power of the Dance Floor (2008-2009) – kompozycje
  - Nudny świat (2009) – kompozycje
  - Najlepsze piosenki (2014) – kompozycje
  - Francuska miłość (2017) – kompozycje
  - Live! (2022)

- Big Cyc (wszędzie: instrumenty klawiszowe, chórki)
  - Wszyscy święci (1998-1999)
  - Świat według Kiepskich (2000)
  - Bombowe hity czyli the best of 1988–2004 (2004)
  - Moherowe berety (2006)
  - Szambo i perfumeria (2008)
  - Zadzwońcie po milicję! (2011)
  - Wiecznie żywy (2013)
  - Jesteśmy najlepsi (2015)
  - Czarne słońce narodu (2016)
  - 30 lat z wariatami (2018)
  - Przystanek wolność (2020)
  - Jak słodko zostać świrem (2020)
  - Polska muzyka (2020)
  - Wolność słowa na kartonie (2023)
  - Manifesto (2024)

- Budka Suflera (wszędzie: instrumenty klawiszowe)
  - 10 lat samotności (2020)
  - Skaza (2023)

- Marek Raduli (Meksykański symbol szczęścia 1996 – instrumenty klawiszowe, współaranżacja utwór końcowy)
- Dima Chaaback (Zefir 1997 – instrumenty klawiszowe, aranżacje)
- Formacja Nieżywych Schabuff (Foto 1997, Z archiwum X-lecia – instrumenty klawiszowe)
- Harlem (Kora 1997, Bezsenne noce 1998 – instrumenty klawiszowe)
- Półbuty (To twoje życie i twoje marzenia 2001 – instrumenty klawiszowe)
- Doktor Granat (Świadkowie rocka 2001, Spodnie 2001 – instrumenty klawiszowe)
- Wanda i Banda (Kanonady, galopady 2001, Platynowa płyta 2003 – chórki; Złota kolekcja: Hi-Fi 2005, Z miłości do strun 2008 – wokal wspierający)
- Bielizna (W dzikim kraju 2003, Obrazki z wystawki 2008 – instrumenty klawiszowe)
- Teksasy (Boogie całą noc 2007, Zielony dymek 2011 – instrumenty klawiszowe)
- Diamenty Lublina (2010-2015 – instrumenty klawiszowe)
- Ashot Martirosyan (Moja Armenia 2018 – instrumenty klawiszowe, aranżacje)[14]
- Aletheia (I tak to leci powolutku 2021 – instrumenty klawiszowe)
- Łukasz Jemioła (Dziekuję 2021 – instrumenty klawiszowe)

## Filmografia
- Kochaj i rób co chcesz (1998) – kompozytor dwóch piosenek, w tym tytułowej
- Świat według Kiepskich (1999-2013) – piosenka tytułowa: instrumenty klawiszowe, chórki
- Daleko od noszy (2003-2007) – występ w czołówce, piosenka
- Atrakcyjny pozna panią… (2004) – fortepian
- Słoiki (2015) – piosenka tytułowa: instrumenty klawiszowe, chórki